# Chăn thả luân canh

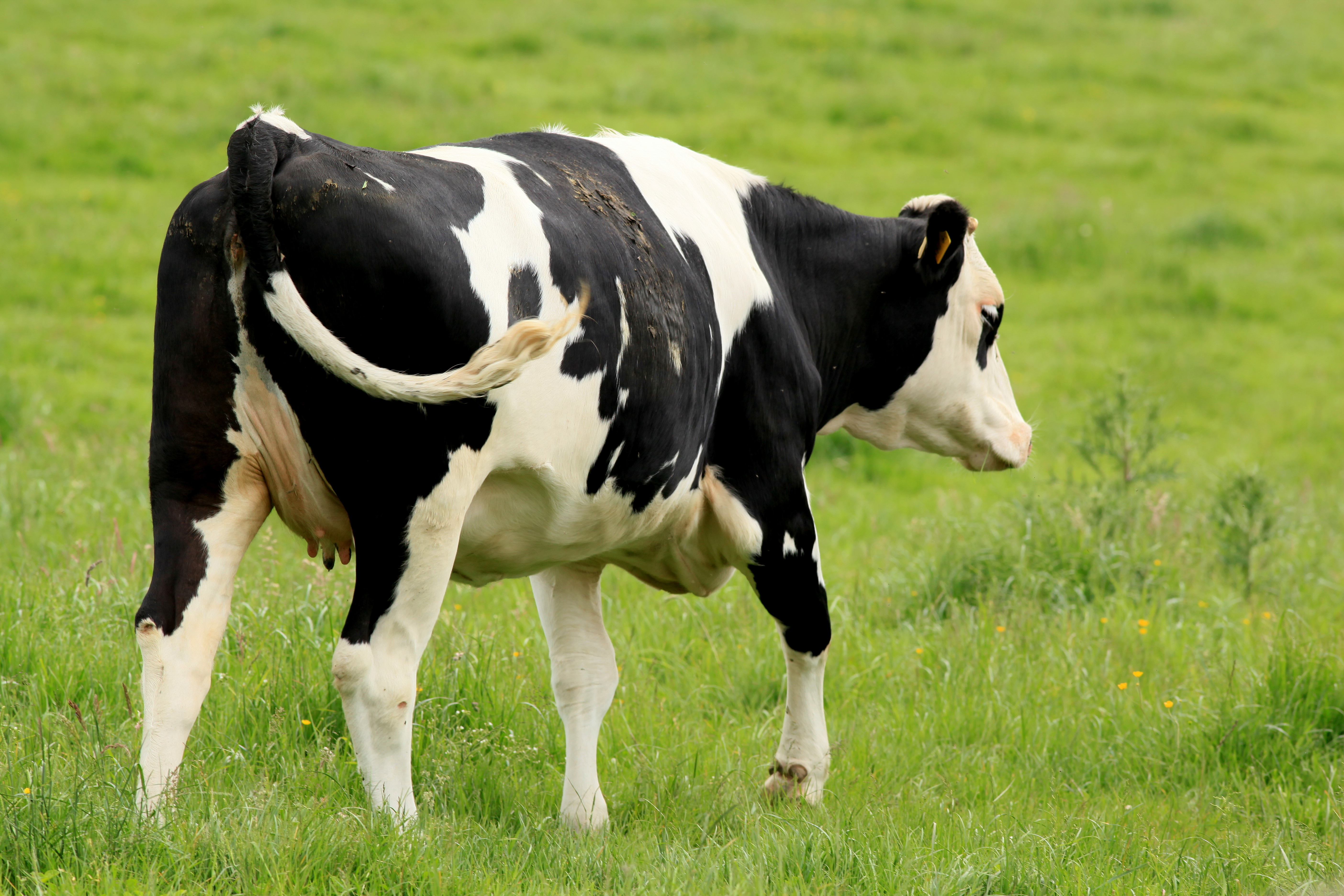
Một con bò sữa tại trang trại ở Radevormwald nước Đức, người ta chăn thả bò kiểu luân canh, các bãi chăn được quây hàng rào, gia súc chỉ được gặm cỏ trên các bãi chỉ định trong nông trại, chúng chỉ được cho di chuyển qua bãi cỏ mới khi đất ở đó đã được tái tạo, phục hồi

Chăn thả luân canh hay chăn thả luân phiên (Rotational grazing) là việc thực hành chăn thả gia súc, chăn nuôi một cách luân phiên, xoay vòng/xoay tua trên một diện tích chăn nuôi (bãi chăn thả). Trong nông nghiệp, chăn thả luân canh trái ngược với chăn thả liên tục (chăn thả thâm canh), mô tả nhiều hệ thống đồng cỏ phân lập, theo đó vật nuôi được cho di chuyển đến các phần của đồng cỏ được gọi là bãi chăn thả trong khi các phần đất khác được cho nghỉ ngơi, tái tạo. Mỗi bãi chăn thả phải cung cấp tất cả các nhu cầu của vật nuôi, chẳng hạn như thức ăn, nước uống và đôi khi là bóng râm và nơi trú ẩn. Cách tiếp cận thông thường tạo ra sản lượng thấp hơn so với các hoạt động chăn nuôi thâm canh hơn, nhưng đòi hỏi đầu vào thấp hơn và do đó đôi khi tạo ra thu nhập ròng trên mỗi đầu gia súc sẽ cao hơn.

## Đại cương

Hình khái quát về sơ đồ chăn thả luân canh (bằng tiếng Anh)

Trong chăn thả theo mô hình quay vòng này thì gia súc luân phiên được chuyển đến các phần khác nhau của đồng cỏ, được gọi là bãi chăn thả, trong khi các phần khác nghỉ ngơi, mục đích là để cho phép các đồng cỏ và thời gian đất phục hồi, tái tạo sức đất. Để hàn gắn chữa lành sinh học một vùng đất bản địa có thể cần một sự kết hợp giữa đốt cỏ, đốt rơm rạ và chăn thả luân phiên. Chăn thả quay vòng có thể được áp dụng với động vật nhai lại như bò thịt hoặc bò sữa, cừu hoặc dê, hoặc thậm chí là lợn.
Các đàn gia súc gặm cỏ trên một phần đồng cỏ, hoặc chỉ trong một bãi cỏ nhất định, trong khi cho phép những thửa đất khác có đủ thời gian để phục hồi. Khoảng thời gian một bãi cỏ được chăn thả sẽ phụ thuộc vào kích thước của đàn và kích thước của bãi cỏ và các yếu tố môi trường địa phương. Việc nghỉ ngơi khai thác trên những vùng đất được chăn thả cho phép thảm thực vật mọc lại. Chăn thả quay vòng đặc biệt hiệu quả bởi vì các con gia súc gặm cỏ.
Các hệ thống này có thể hoặc không để lại ký sinh trùng gây chết, giảm thiểu hoặc loại bỏ nhu cầu khử giun, tùy thuộc vào thời gian quay luân canh hơn hoặc lớn hơn vòng đời ký sinh. Chăn thả quay vòng được cho là thân thiện với môi trường hơn trong một số trường hợp nhất định. Nhiều đồng cỏ trải qua một số loại chăn thả luân phiên ít bị ảnh hưởng bởi xói mòn đất, tránh rơi vào trường hợp chăn thả quá mức. Các chế độ chăn thả này đôi khi được cho là kiên cường hơn và có khả năng đáp ứng với các điều kiện môi trường thay đổi.

## Lợi ích

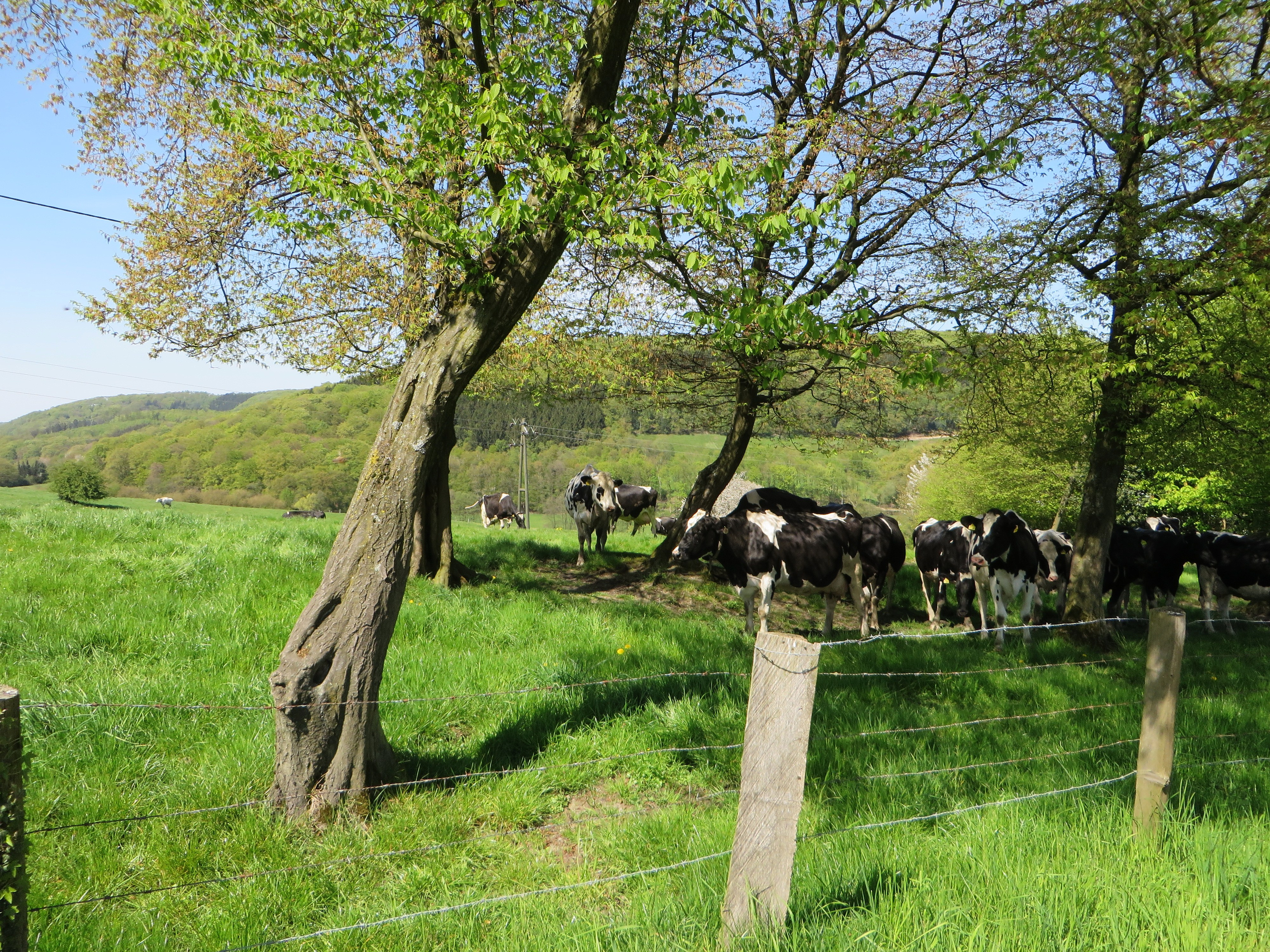
Bò được chăn thả trong bãi quây, tránh việc gặm cỏ tràn lan quá mức

Lợi ích về sức khỏe của đàn gia súc phát sinh từ động vật được tiếp cận với cả không gian thoáng và không khí trong lành. Tự do di chuyển trong một chuyến đi dẫn đến tăng thể lực và sức mạnh thể chất của con vật, điều này hạn chế khả năng bị thương và hao gầy, và đôi khi tùy thuộc vào hệ thống làm giảm khả năng tiếp xúc với các vi sinh vật và côn trùng gây bệnh ở mức độ cao. Trong một hoạt động nuôi dưỡng súc vật tập trung, việc một số lượng lớn động vật liên tục chiếm một diện tích nhỏ là điều bình thường.
Bằng cách so sánh, với chăn thả được quản lý, động vật có thể sống trong một môi trường tự nhiên hơn. Các động vật trải qua giai đoạn ít bệnh tật và ít bệnh về móng và chân hơn, tùy thuộc vào hệ thống luân canh được sử dụng. Đây được xem là là phương pháp chăn thả hợp lý, là mô hình cho các hoạt động bền vững bao gồm chăn thả luân canh, che phủ cây trồng và luân canh cây trồng. Chăn thả quá mức được coi là một vấn đề môi trường, nhưng với tỷ lệ chăn thả và thời gian nghỉ ngơi thích hợp, chăn thả gia súc lại có ích cho đất, carbon, và các hệ sinh thái xung quanh.
Tỷ lệ cô lập carbon trung bình toàn cầu của các phương pháp này là rất thấp, nhưng một số bằng chứng mới cho thấy các hệ thống quản lý tập trung kết hợp luân canh có thể tăng mức cô lập lên cao hơn. Mặc dù hầu hết đất chăn thả gia súc trên thế giới quá khô, song nếu có thể trồng cây ở bất cứ vị trí nào thì hệ thống sẽ tạo ra mức cô lập cao hơn 5 đến 10 lần so với chăn thả có quản lý, tương đương tỷ lệ cô lập ở mức trung bình-cao. Vật nuôi được chăn thả luân phiên trên những đồng cỏ, cánh đồng, ăn lá cây cỏ, sau đó được chuyển sang nơi khác để cây cỏ tái sinh.
Những hệ thống này có tỷ lệ cô lập carbon rất cao và sản xuất thịt hoặc sữa nhiều hơn 2 đến 10 lần trên mỗi ha. Bên cạnh đó, có thể trồng bổ sung thêm một loài cây che phủ vào kế hoạch luân canh cây trồng để có thể chăn thả gia súc có thể giúp cải thiện sức khỏe cho đất và bảo vệ môi trường, mặc dù chăn thả trên đất trồng trọt đã từng rất phổ biến, nhưng nhiều nông dân ở nhiều nước đều không áp dụng rộng rãi, hệ thống này có thể làm thay đổi chu kỳ dinh dưỡng và cải thiện khả năng phục hồi của đất và việc thực hành về lâu dài có thể làm giảm nhu cầu sử dụng phân bón hóa học.

## Vấn đề

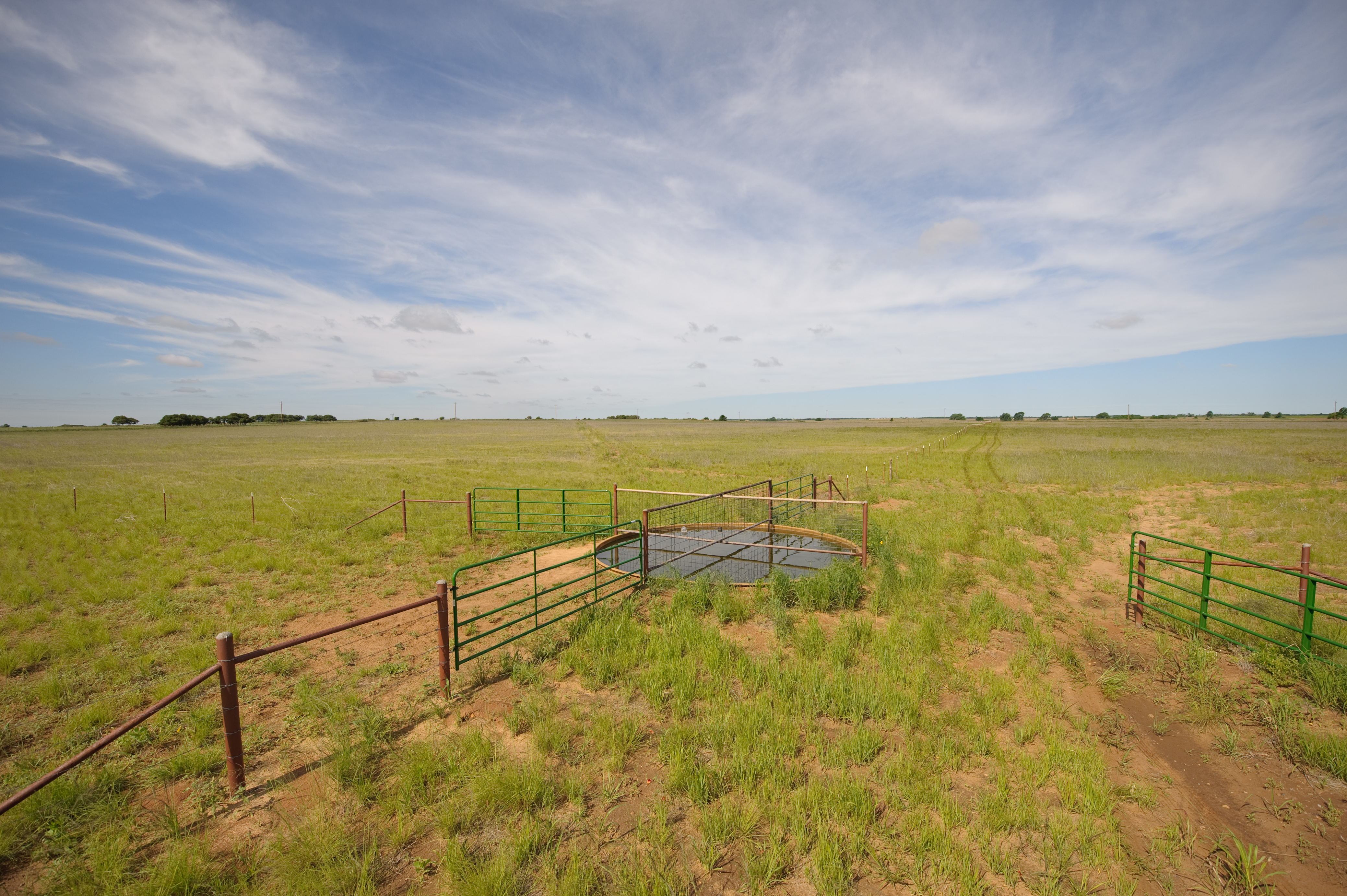
Chuẩn bị cơ sở vật chất (đặc biệt là nguồn nước) là vấn đề trong chăn thả luân canh

Một yếu tố quan trọng của kiểu chăn nuôi này là mỗi khu vực chăn thả phải chứa tất cả các yếu tố cần thiết cho súc vật (ví dụ như nguồn nước) hoặc nguồn thức ăn hoặc nguồn nước phải được di chuyển mỗi khi động vật được di chuyển đến để chuẩn bị sẵn cho chúng. Việc phải đầu tư các trạm cho ăn hoặc tưới nước cố định có thể làm phá sản chăn thả xoay vòng, dẫn đến suy thoái mặt đất xung quanh nguồn cung cấp nước hoặc nguồn cung cấp thức ăn nếu cung cấp thêm thức ăn cho động vật. Phải đặc biệt chú ý để đảm bảo rằng các khu vực sử dụng cao không trở thành khu vực nơi bùn dơ, ký sinh trùng hoặc bệnh tật lây lan hoặc truyền bệnh.
Một số vấn đề liên quan đến bóng râm ở các khu vực đồng cỏ. Mặc dù bóng râm giúp giảm nhiệt và giảm nguy cơ bị sốc nhiệt, động vật có xu hướng tụ tập ở những khu vực này dẫn đến nạp chất dinh dưỡng, chăn thả không đồng đều và xói mòn đất tiềm năng. Chướng bụng (bloat) là một vấn đề nghiêm trọng phổ biến khi chăn thả gia súc nhai lại trên đồng cỏ tươi thay vì cho ăn cỏ khô (rơm), và nếu không được điều trị có thể gây tử vong cho chúng. Vấn đề này xảy ra khi các hợp chất tạo bọt trong thực vật được bò tiêu hóa, khiến bọt hình thành trong dạ cỏ của động vật và không cho phép động vật ợ hơi đúng cách.
Động vật đặc biệt dễ bị đầy hơi nếu chúng được chuyển đến các nguồn đồng cỏ mới khi chúng đặc biệt đói và đặc biệt là trên các cây họ đậu non, tươi và ướt sũng. Do đó, điều quan trọng là phải đảm bảo rằng đàn gia súc ăn đủ vào cuối vòng quay luân canh khi thức ăn thô xanh sẽ khan hiếm hơn, hạn chế khả năng động vật tự kiếm ăn tự phát khi xuất hiện những đồng cỏ mới. Nguy cơ chướng bụng, đầy hơi có thể được giảm thiểu bằng cách quản lý luân canh cẩn thận, gieo hạt giống cây họ đậu châu Âu không gây đầy hơi như Lotus corniculatus trong vùng mục đồng, giảm lượng cây họ đậu/tăng cỏ, cung cấp đủ lượng thức ăn bổ sung và thức ăn bổ sung và cho khẩu phần hàng ngày của chất chống tạo bọt poloxalene trộn đều vào thức ăn.

## Làm cỏ

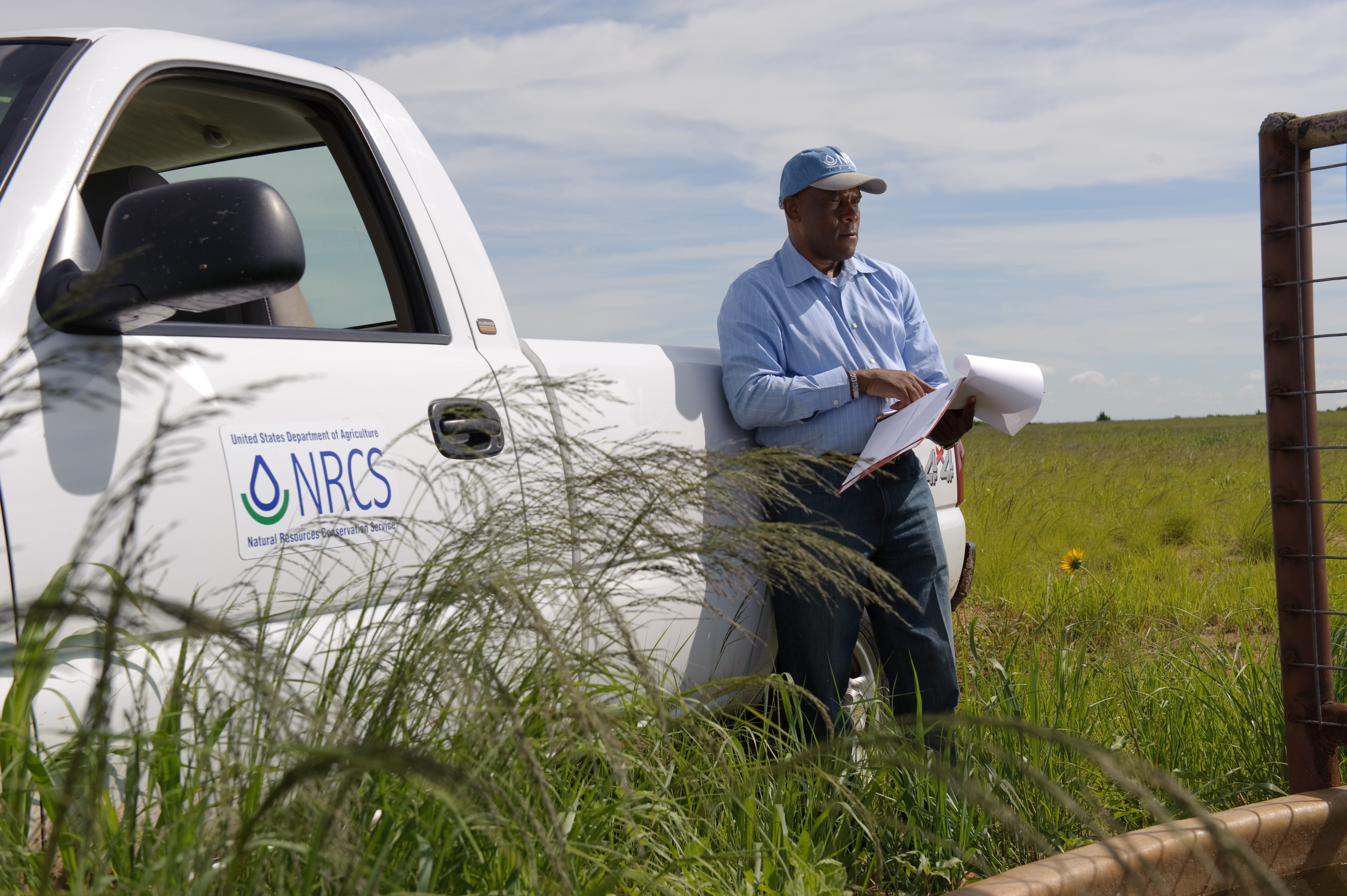
Quản lý cỏ dại là thách thức của các nhà chăn thả tập trung

Một hệ thống chăn thả luân canh được quản lý tốt sẽ có mật độ cỏ dại thấp vì phần lớn các hốc sinh thái đã chứa đầy các loài cây cỏ là thức ăn gia súc được thiết lập, khiến cỏ dại khó cạnh tranh sinh học và phát triển thành quần thể hơn. Việc sử dụng nhiều loài gia súc gặm cỏ đang dạng trong đồng cỏ giúp giảm thiểu cỏ dại. Các nhà kho thức ăn gia súc được thành lập trong các hệ thống chăn thả luân canh giúp gia súc rất khỏe mạnh và không bị căng thẳng do thời gian nghỉ ngơi, tăng cường lợi thế cạnh tranh của thức ăn thô xanh.
Ngoài ra, so với sản xuất cây ngũ cốc, nhiều loại cây được coi là cỏ dại không có vấn đề gì trên đồng cỏ lâu năm. Tuy nhiên, một số loài như cây kế và nhiều loại cỏ dại khác, khó tiêu hoặc độc hại đối với người chăn thả. Những nơi mà loài thực vật này có sẽ không được chăn thả đàn gia súc vì sự phổ biến của chúng trong các hệ thống đồng cỏ. Một bước quan trọng trong việc quản lý cỏ dại trong bất kỳ hệ thống đồng cỏ nào là nhận dạng. Khi các loài không mong muốn trong một hệ thống đồng cỏ được xác định, một phương pháp quản lý tổng hợp có thể được thực hiện để kiểm soát các quần thể cỏ dại.
Điều quan trọng là nhận ra rằng không có cách tiếp cận duy nhất để quản lý cỏ dại sẽ dẫn đến đồng cỏ không có cỏ; do đó, các phương pháp kiểm soát, cơ học và hóa học khác nhau có thể được kết hợp trong một kế hoạch quản lý cỏ dại. Các biện pháp kiểm soát theo kế hoạch bao gồm: tránh lây lan phân bị nhiễm hạt mầm cỏ dại, làm sạch thiết bị nông nghiệp sau khi làm việc trong khu vực bị nhiễm cỏ dại và quản lý các vấn đề về cỏ dại ở khu vực bãi cỏ và các khu vực khác gần đồng cỏ. Các biện pháp kiểm soát cơ học như cắt cỏ một cách lặp đi lặp lại, cắt và làm cỏ bằng tay cũng có thể được sử dụng để quản lý hiệu quả sự xâm nhập của cỏ dại bằng cách làm suy yếu cây cối.
Những phương pháp này nên được thực hiện khi cỏ dại khép nụ hoặc chỉ bắt đầu mở nhụy để ngăn chặn chúng sản sinh hạt giống. Mặc dù hai phương pháp đầu tiên này làm giảm nhu cầu về thuốc diệt cỏ, các vấn đề về cỏ dại vẫn có thể tồn tại trong các hệ thống chăn thả được quản lý và việc sử dụng thuốc diệt cỏ có thể trở nên cần thiết. Sử dụng thuốc diệt cỏ có thể hạn chế việc sử dụng đồng cỏ trong một khoảng thời gian, tùy thuộc vào loại và lượng hóa chất được sử dụng. Thông thường, cỏ dại trong các hệ thống đồng cỏ là chắp vá và do đó xử lý tại chỗ thuốc diệt cỏ có thể được sử dụng như một phương pháp kiểm soát hóa học ít tốn kém nhất.

## Độ phì nhiêu

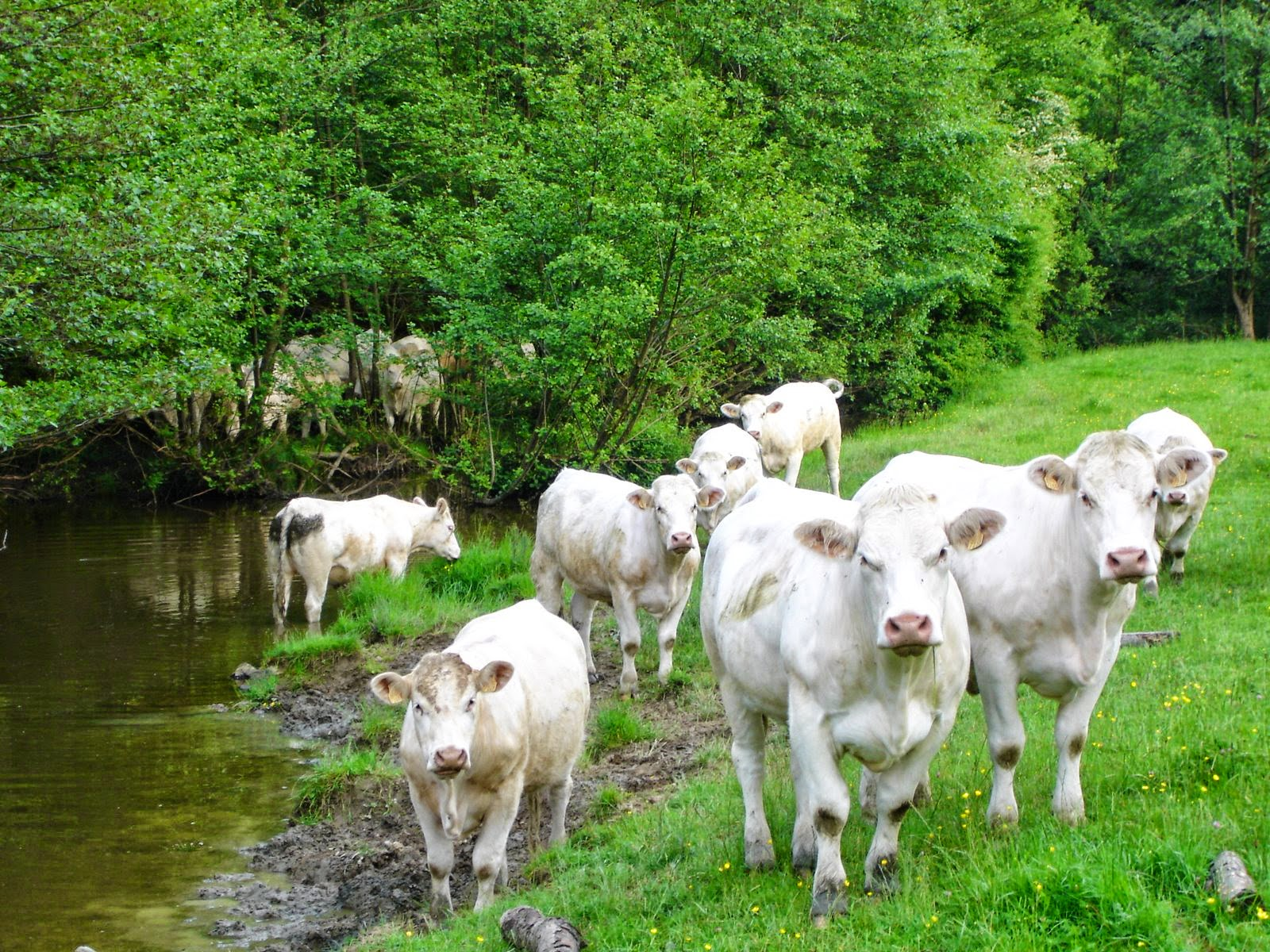
Một khu vực chăn thả có đủ cây cối và nguồn nước

Nguồn dinh dưỡng sẵn có và độ phì nhiêu của đất cũng là vấn đề trong chăn thả luân canh. Nếu hệ thống đồng cỏ được gieo hạt với hơn 40% cây họ đậu, thì việc bón phân nitơ thương mại là không cần thiết cho sự phát triển của cây. Các cây họ đậu có thể cố định nitơ trong khí quyển, do đó cung cấp nitơ cho chúng và các loại cây trồng xung quanh. Mặc dù các gia súc gặm cỏ đã loại bỏ các nguồn dinh dưỡng khỏi hệ thống đồng cỏ khi chúng ăn các nguồn thức ăn thô xanh, phần lớn các chất dinh dưỡng mà đàn gia súc tiêu thụ được đưa trở lại hệ thống đồng cỏ thông qua phân bón.
Với tỷ lệ thả nuôi tương đối cao, hoặc tỷ lệ động vật trên một ha lên cao, phân bón sẽ được phân bố đều trên hệ thống đồng cỏ. Hàm lượng chất dinh dưỡng trong các nguồn phân này phải đủ để đáp ứng yêu cầu của cây cối, làm cho việc bón phân thương mại không cần thiết. Hệ thống chăn thả luân canh thường liên quan đến tăng độ phì nhiêu của đất phát sinh vì phân là một nguồn chất hữu cơ phong phú làm tăng thể trạng của đất. Ngoài ra, các hệ thống đồng cỏ này ít bị xói mòn vì cơ sở đất đai có lớp phủ mặt đất liên tục trong suốt cả năm.
Mức độ nồng độ phân bón cao xâm nhập vào nguồn nước là mối quan tâm môi trường thích hợp liên quan đến các hệ thống nông nghiệp. Tuy nhiên, hệ thống chăn thả luân canh có hiệu quả làm giảm lượng chất dinh dưỡng di chuyển ra khỏi trang trại có khả năng gây suy thoái môi trường. Các hệ thống này được bón phân với các nguồn trong trang trại và ít bị rò rỉ hơn so với phân bón thương mại. Ngoài ra, hệ thống ít bị hấp thụ lượng dinh dưỡng dư thừa, do đó, phần lớn các chất dinh dưỡng được đưa vào hệ thống bằng các nguồn phân được sử dụng cho sự phát triển của cây. Các hệ thống đồng cỏ bền vững cũng có hệ thống rễ cỏ được thiết lập tốt hơn, sâu hơn, hiệu quả hơn trong việc hấp thụ các chất dinh dưỡng từ trong nền đất.

## Kinh tế

Sơ đồ chi phí chính trong chăn nuôi gia súc (bản tiếng Anh)

Trong chăn nuôi gia súc lấy sữa theo mô hình này, mặc dù sản lượng sữa bò thường thấp hơn trong các hệ thống luân canh, thu nhập ròng trên mỗi con bò sữa thường lớn hơn so với các hoạt động chăn nuôi theo mô hình nuôi nhốt giam cầm. Điều này là do các chi phí bổ sung liên quan đến sức khỏe của đàn gia súc và thức ăn mua được giảm đáng kể trong hệ thống chăn thả xoay vòng chuyên sâu (thâm canh luân phiên). Ngoài ra, việc chuyển đổi sang chăn thả luân phiên có liên quan đến chi phí khởi động dự án và bảo dưỡng thấp.
Một cân nhắc khác là trong khi sản lượng sản phẩm sữa trên mỗi con bò ít hơn, số lượng bò trên một mẫu đất trên đồng cỏ có thể tăng lên. Hiệu quả ròng dễ nhận thấy là năng suất cao hơn trên mỗi mẫu Anh với chi phí ít hơn. Chăn thả luân phiên dẫn đến tiết kiệm thời gian vì phần lớn công việc có thể đòi hỏi sức lao động của con người được chuyển giao cho bầy đàn này chúng tự do kiếm ăn. Các chi phí chủ yếu liên quan đến chăn thả luân phiên đang chuyển đổi là mua hàng rào, kẽm gai và vật liệu cấp nước. Nếu một đồng cỏ liên tục được chăn thả từ lâu và từ trước, có khả năng vốn đã được đầu tư vào hàng rào và một hệ thống rào ngăn.
Tiết kiệm chi phí trên mỗi con gia súc gặm cỏ được chăn thả cũng có thể được nhận ra khi người ta cho rằng nhiều chi phí liên quan đến hoạt động chăn nuôi được chuyển đến từng con gia súc gặm cỏ. Ví dụ, người chăn thả tích cực thu hoạch nguồn thực phẩm của riêng họ trong phần năm có thể chăn thả. Điều này chuyển thành chi phí thấp hơn cho sản xuất và thu hoạch thức ăn, đó là những nỗ lực đòi hỏi nhiều nhiên liệu. Hệ thống chăn thả luân phiên dựa vào các máy nghiền để sản xuất nguồn phân bón thông qua bài tiết của vật nuôi. Cũng không cần thu thập, lưu trữ, vận chuyển và sử dụng phân chuồng, tất cả đều tốn nhiều nhiên liệu. Ngoài ra, sử dụng phân bón bên ngoài góp phần vào các chi phí khác như lao động, chi phí mua hàng.

## Chỉ trích
Các nhà quản lý đã phát hiện ra rằng hệ thống chăn thả quay vòng luân canh có thể hoạt động cho các mục đích quản lý khác nhau, nhưng các thí nghiệm khoa học đã chứng minh rằng một số hệ thống chăn thả luân phiên không nhất thiết phải hoạt động cho các mục đích sinh thái cụ thể. Tranh cãi này xuất phát từ hai sự khác biệt chính trong phân loại chăn thả luân phiên, quản lý theo quy định và quản lý thích ứng. Việc thực hiện các chiến lược chăn thả cũng bị hạn chế tương tự bởi một số biến số sinh thái xác định rằng sự khác biệt giữa chúng phụ thuộc vào hiệu quả của các mô hình quản lý đó. Tùy thuộc vào mô hình quản lý, việc trồng cây đã được chứng minh là bằng hoặc lớn hơn một cách liên tục so với chăn thả luân canh trong 87% thí nghiệm.